# Dekanat włoszczowski
Dekanat włoszczowski – jeden z 33 dekanatów rzymskokatolickiej diecezji kieleckiej. Tworzy go 10 parafii:
- Bebelno – pw. Narodzenia Najświętszej Maryi Panny
- Czarnca – pw. św. Floriana m.
- Januszewice – pw. Podwyższenia Krzyża Świętego
- Kluczewsko – pw. św. Wawrzyńca diak. m.
- Konieczno – pw. Nawiedzenia Najświętszej Maryi Panny
- Krasocin – pw. św. Doroty dz. m. i św. Tekli dz.
- Kurzelów – pw. Wniebowzięcia Najświętszej Maryi Panny
- Oleszno – pw. Wniebowzięcia NMP
- Włoszczowa – pw. bł. ks. Józefa Pawłowskiego z Grona 108 Męczenników
- Włoszczowa – pw. Wniebowzięcia NMP